# شكيف
شكيف قرية سوريّة تتبع إداريّاً لمحافظة حلب منطقة عين العرب ناحية صرين، بلغ تعداد سكانها 186 نسمة حسب التعداد السكاني لعام 2004.